# Sorsamo
Sorsamo är en sjö i Finland. Den ligger i kommunen Loppis i landskapet Egentliga Tavastland, i den södra delen av landet, 70 km nordväst om huvudstaden Helsingfors. Sorsamo ligger 126,7 meter över havet. I omgivningarna runt Sorsamo växer i huvudsak blandskog. Arean är 74 hektar och strandlinjen är 6,71 kilometer lång. Sjön  ingår i Karisåns huvudavrinningsområde. 